# Гоголи
Го́голи (лат. Bucephala) — род птиц семейства утиных, распространённых в северном полушарии. Отличаются преимущественно чёрно-белым оперением, большой головой, короткой шеей, высоким и коротким клювом с узким ноготком. Хвост достаточно длинный, на заднем пальце имеется кожистая лопасть. Гнездятся в пустотах деревьев, питаются рыбой, ракообразными и другими водными кормами.
В настоящее время род объединяет 3 вида:
- Малый гоголь (Bucephala albeola)
- Обыкновенный гоголь (Bucephala clangula)
- Исландский гоголь (Bucephala islandica)

В более ранней литературе малый гоголь выделялся в отдельный монотипичный род Charitonetta, а оставшиеся два вида ошибочно причислялись к морянкам (Clangula). На территории России широко распространён обыкновенный гоголь, остальные считаются залётными: исландский отмечался на северо-западе страны — на озёрах Онежское и Ильмень, малый на Дальнем Востоке — Камчатке, Командорских и Курильских островах, в Приморье.

## Ископаемые виды
Известны следующие ископаемые таксоны:
- Bucephala cereti (средний миоцен, Mátraszõlõs, Венгрия — поздний плиоцен, Chilhac, Франция)
- Bucephala ossivalis (поздний миоцен/ранний плиоцен, Bone Valley, США), имеет близое сходство с обыкновенным гоголем и возможно является его прямым предком.
- Bucephala fossilis (поздний плиоцен, Калифорния, США)
- Bucephala angustipes (ранний плейстоцен, Центральная Европа)
- Bucephala sp. (ранний плейстоцен, Dursunlu, Турция)